# Ocimum americanum
Espèce
Synonymes
- Becium obovatum var. glabrior (Benth.) Cufod.[1]
- Ocimum album Roxb.[1]
- Ocimum americanum L.[2]
- Ocimum basilicum subsp. americanum[3]
- Ocimum brachiatum Blume[1]
- Ocimum canum Sims[1] [4] [2]
- Ocimum dichotomum Hochst. ex Benth.[1]
- Ocimum fluminense Vell.[1]
- Ocimum hispidulum Schumach. & Thonn.[1]
- Ocimum incanescens Mart.[1]
- Ocimum serpyllifolium var. glabrior Benth.[1]
- Ocimum thymoides Baker[1]

Ocimum americanum L.  est une espèce de plantes à fleurs de la famille des Lamiaceae et du genre Ocimum, selon la classification phylogénétique. C'est une plante originaire des régions tropicales et sub tropicales de l'Ancien Monde.

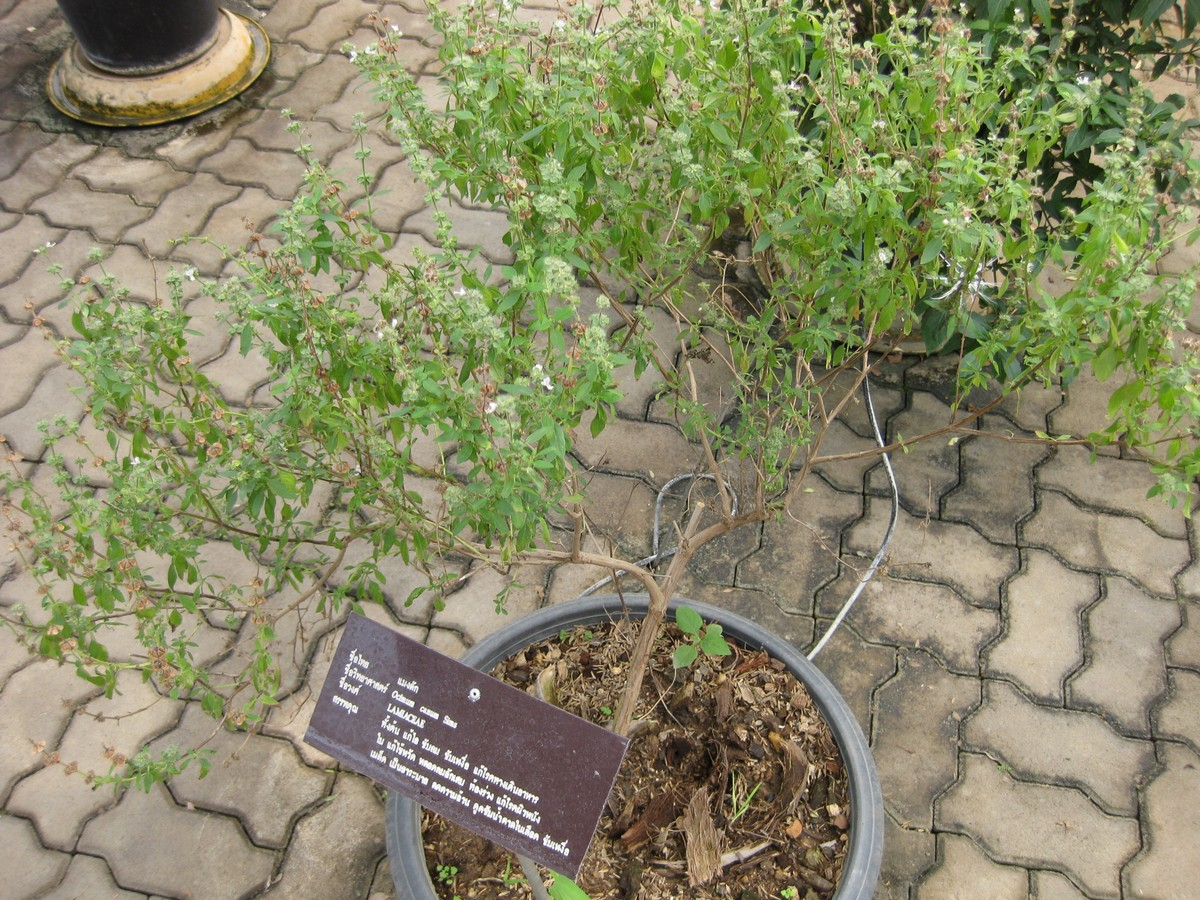
Ocimum americanum en pot, au Jardin botanique de la reine Sirikit, en Thaïlande.

## Liste des variétés
Selon Tropicos (27 juillet 2017) (Attention liste brute contenant possiblement des synonymes) :
- variété Ocimum americanum var. americanum
- variété Ocimum americanum var. pilosum (Willd.) A.J. Paton